# ホンダ・SH125i
SH125i（えすえいち125あい）は、本田技研工業が製造販売しているスクーターである。特にスペインではScoopyとも呼ばれる。
欧州連合は、運転免許斉一化に向け「1991年共同体運転免許証の導入に関する指令」を発出し、1996年7月1日までに域内の四輪自動車運転免許所持者が125cm3以下の自動二輪車も運転できるよう、加盟各国に国内法の整備を求めた。これにより、125cm3以下の自動二輪車、とりわけスクーターに新たな需要が見込まれた。本田技研工業は、エクスプレス（AB20）を祖としイタリアで製造していたSH50（AF40）の派生車種であったSH100（HF08）を改め、125cm3専用設計のSH125（JF09）を開発した。特徴である前後16inの大径車輪と小柄な車体は今日まで保持され、市場から高い評価を得ている。
ベトナムでは2006年頃から急速にスクーターの市場が拡大し、イタリアからSH125i（JF14）及びSH150i（KF08）を非正規に輸入する業者が現れた。その規模は数千台に及び本田技研工業も無視できないものとなっていた。イタリアから完成車（CBU）を輸入しても、関税を不法に逃れ安価で販売する非正規輸入業者に対抗できないため、ホンダベトナムカンパニー・リミテッドがホンダ・イタリア・インダストリアーレから関税負担が少なくなる部品の供給（CKD）を受けてSH125i（JF29）及びSH150i（KF10）を組み立て、2010年型から販売した。SH125i（JF29）及びSH150i（KF10）はベトナム市場で好評を得、その販売台数は全欧州市場を凌駕する規模となった。そこで、SH125i（JF42）及びSH150i（KF13）への全面改良を機に現地製造することとなったが、ホンダ・イタリア・インダストリアーレはベトナムから欧州市場への完成車（CBU）輸入を避くるべく、本田技研工業に自社への部品供給（CKD）による組み立て生産を提案した。

## 第一世代（JF09）

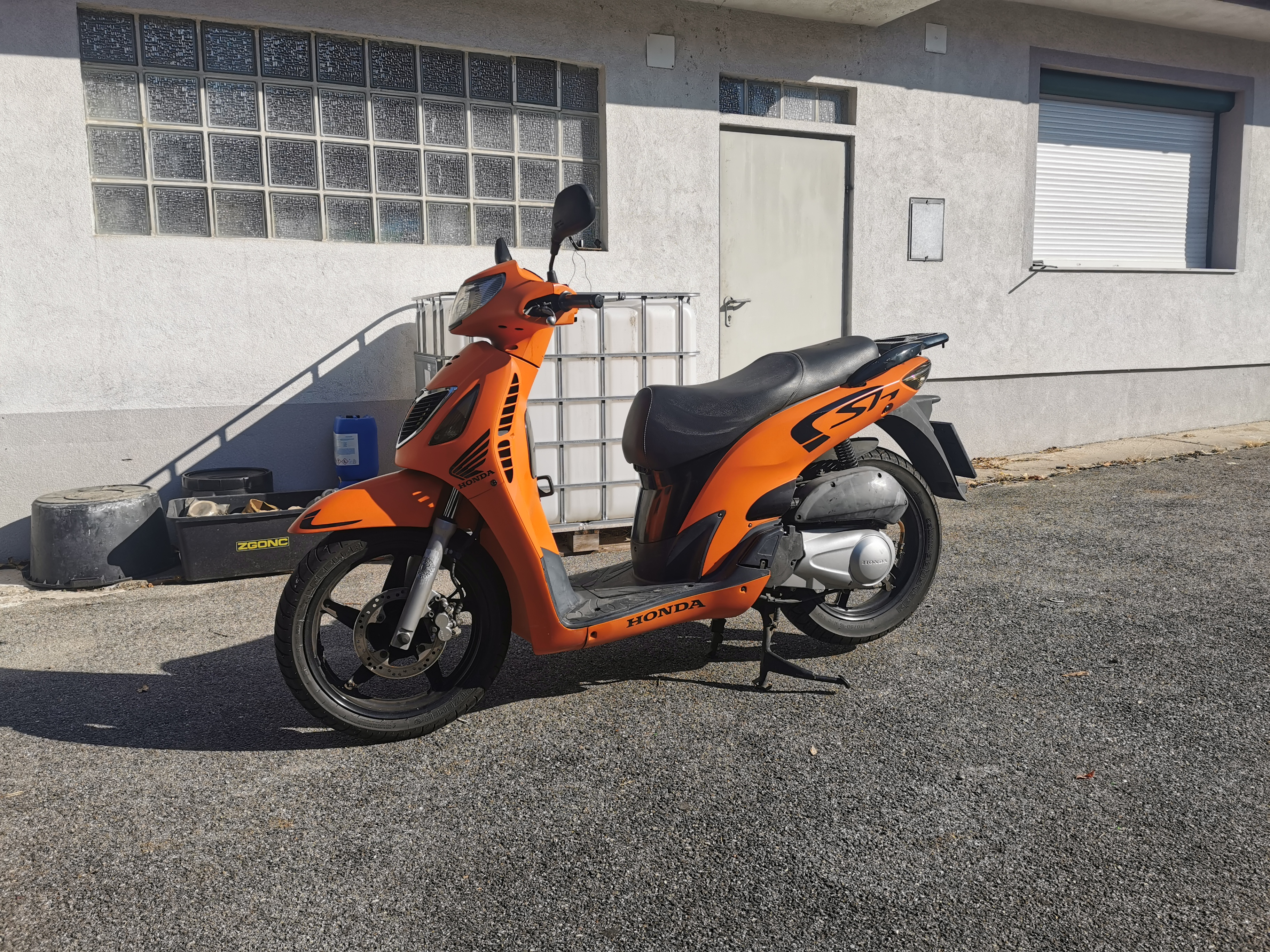
SH125（JF09）。

SH100を全面改良し、原動機を2ストロークから@125（JF02）と基本設計を同じくする124.6cm3の4ストロークに改め、2001年型SH125として発売した。EU圏内統一排出ガス規制のEURO1に適合するとともにEURO2にも対応した。33mm径のテレスコピック・フォークを採用した前輪懸架装置及びツイン・ショックを採用した後輪懸架装置を装着、前輪制動装置は径220mmのディスク式、後輪制動装置は径130mmのドラム式でコンバインド・ブレーキ・システムを採用、座席下にはデミジェット・ヘルメットも格納できる収納空間があり、アルミニウム合金製のパッセンジャー・グリップ・レールには、トップ・ボックスをそのまま装着できる。1984年からベルギーで製造されたSH50 Scoopyから始まるSHファミリの第三世代に当たる。
2002年型
- イタリア - 車体塗色はPearl Light Yellow及びCandy Redの2色だった。

## 第二世代（JF14）

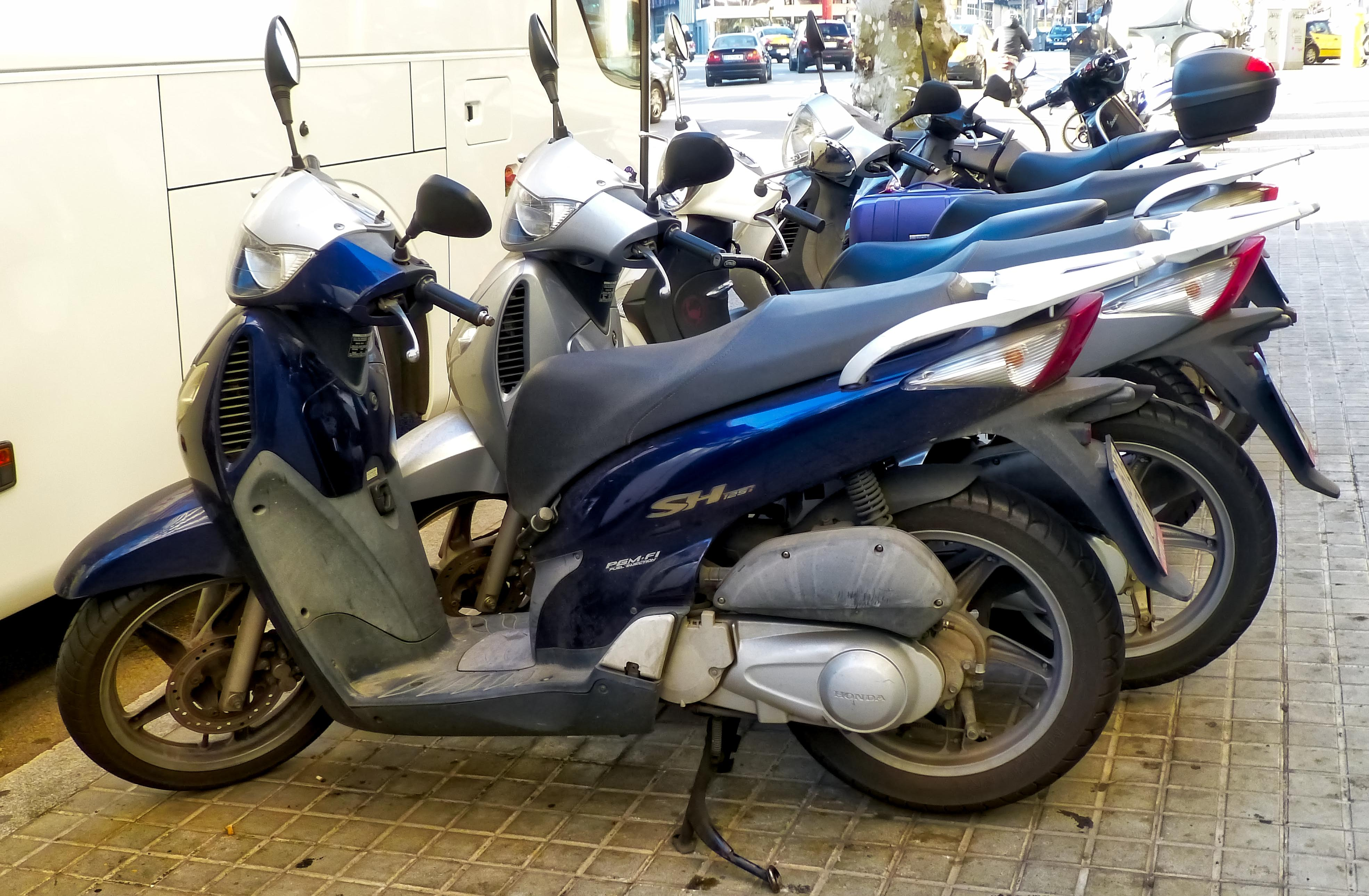
SH125i（JF14）。

電子制御燃料噴射装置（PGM-FI）を搭載し、販売呼称がSH125iとなった。
2005年型
- イタリア - 2004年12月にボローニャで開催された見本市にて2005年2月に発売すると発表した。EU圏内統一排出ガス規制のEURO3に適合している。

2006年型
- イタリア - 車体塗色はQuasar Silver Metallic、Pearl Montana Blue、Dune Ivory、Velvet Red Metallic、Iceland Blue Metallic及びInterstellar Black Metallicの6色だった。

2007年型
- スペイン - 車体塗色はMarrón Perla Havana、Plata Metalizado Quasar、Azul Perla Montana、Rojo Metalizado Emergency、Verde Metalizado Highlands及びNegro Metalizado Interstellarの6色で、価格は税込3,299.00EUR、トップ・ボックスが付属するversión CONFORTは税込3,375.00EURだった。

2008年型
- 欧州 - イタリアでは、車体塗色がツートーンのversione Sporty及びversione Specialが商品群に加えられ、versione Specialはトップ・ボックスが標準で装着された。車体塗色はInterstellar Black Metallic、Quasar Silver Metallic、Pearl Havana Brown、Pearl Cool White及びPearl Siena Redの5色並びにversione SportyのBlack及びPearl Siena Redの2色だった。

リコール等
英国
- 2008年6月4日から回収修理（リコール）を開始した。対象は2005年型の2,612台。不具合の部位は電気装置（ワイヤーハーネス）で、ワイヤーハーネス内のレギュレータコネクタと端子の接続不良から、当該コネクタが過熱することがある。そのため、そのまま使用を続けると、最悪の場合、燃料ポンプが停止してストールし、再始動できなくなる。改善措置として、接続部分を恒久接続に改修する。

## 第三世代
2008年11月に開催されたミラノショー（EICMA）で公開した。前輪制動装置のディスク径が240mmとなり、同じく径240mmのディスク式後輪制動装置搭載車も商品群に加えられた。外装の意匠はValerio Aielloが担当した。ホンダベトナムカンパニー・リミテッドがホンダ・イタリア・インダストリアーレから部品供給（CKD）を受け組み立て生産を開始した。

### JF23
2009年型
- 欧州 - イタリアではドラム式後輪制動装置搭載車を税込2,995.00EUR、ディスク式後輪制動装置搭載車を税込3,145.00EURで販売した。車体塗色はQuasar Silver Metallic、Pearl Acid Yellow、Pearl Cool White、Velvet Red、Pearl Montana Blue及びPearl Night Star Blackの6色だった。フランスでは2009年2月にディスク式後輪制動装置搭載車を税込3,290.00EURで発売した。スペインでは2009年2月に先ずドラム式後輪制動装置搭載車を税込3,499.00EUR、ドラム式後輪制動装置搭載車にトップ・ボックスが付属するversión CONFORTは税込3,589.00EURで発売すると発表した。2009年10月6日には、同年末日まで特別価格で販売すると発表した。ドラム式後輪制動装置搭載車が通常は税込3,499.00EURのところ税込3,099.00EUR、トップ・ボックス付きドラム式後輪制動装置搭載車が通常は税込3,589.00EURのところ税込3,189.00EUR、ディスク式後輪制動装置搭載車が通常は税込3,699.00EURのところ税込3,299.00EUR、ディスク式後輪制動装置搭載車のversión CONFORTが通常は税込3,789.00EURのところ税込3,389.00EURとなる。2010年2月1日にも、同年3月末日まで特別価格で販売すると発表した。ドラム式後輪制動装置搭載車が通常は税込3,499.00EURのところ税込3,099.00EUR、ドラム式後輪制動装置搭載車のversión CONFORTが通常は税込3,589.00EURのところ税込3,189.00EUR、ディスク式後輪制動装置搭載車が通常は税込3,699.00EURのところ税込3,299.00EUR、ディスク式後輪制動装置搭載車のversión CONFORTが通常は税込3,789.00EURのところ税込3,389.00EURとなる。

2010年型
- 欧州 - イタリアでは車体塗色がツートーンのversione Sporty及びversione Sportyにトップ・ボックスを装着したversione Sporty GTが商品群に加えられた。スペインでは2010年2月1日に、同年3月末日まで特別価格で販売すると発表した。ディスク式後輪制動装置搭載車が通常は税込3,699.00EURのところ税込3,299.00EUR、ディスク式後輪制動装置搭載車のversión CONFORTが通常は税込3,789.00EURのところ税込3,389.00EURとなる。また、2010年7月1日から同年9月末日までにも特別価格で販売した。ディスク式後輪制動装置搭載車が通常は税込3,769.00EURのところ税込3,369.00EURに、ディスク式後輪制動装置搭載車のversión CONFORTが通常は税込3,859.00EURのところ税込3,459.00EURに、versión Rが通常は税込3,819.00EURのところ税込3,459.00EURとなる。

2011年型
計基盤が改良された。
- 欧州 - イタリアでは、商品群にversione Specialが加えられた。車体塗色はQuasar Silver Metallic、Pearl Cool White、Pearl Nightstar Black、Velvet Red Metallic及びPearl Montana Blueの5色と、versione SportyがPearl Cool White及びBlackのツートーン、versione SpecialがChampagne Bronze Metallic及びCastagna Brown R.のツートン。価格は、versione Sportyが税込3,300.00EUR、versione Sporty GT及びversione Specialが税込3,400.00EURだった。スペインでは、2011年3月24日に、versión R及びversión Sの発売及び割賦購入を条件に一部車種を同年4月末日まで特別価格で販売することを発表した。versión Rが税込3,299.00EUR、versión Sが税込3,399.00EUR。また、同年6月1日から同年12月末日まで特別価格で販売した。ディスク式後輪制動装置搭載車が通常は税込3,769.00EURのところ税込3,199.00EURに、ディスク式後輪制動装置搭載車のversión CONFORTが通常は税込3,859.00EURのところ税込3,299.00EURに、versión Rが通常は税込3,819.00EURのところ税込3,299.00EURに、versión Sが通常は税込3,909.00EURのところ税込3,399.00EURとなる。versión Sについては、引き続き2012年5月末日までが通常は税込3,909.00EURのところ税込3,399.00EURで、同年7月1日から同年8月末日までが通常は税込3,629.00EURのところ税込3,199.00EURで、同年9月1日から同年11月末日までが通常は税込3,999.00EURのところ税込3,199.00EURで販売された。

2012年型
- 欧州 - 車体塗色にPearl Cool White、Matt Cynos Grey Metallic、Moondust Silver Metallic及びPearl Sienna Redの4色を追加した。イタリアでは、価格は、versione Sportyが税込3,330.00EUR、versione Sporty GT及びversione Specialが税込3,430.00EURだった。スペインでは、2012年1月1日から同年5月末日まで特別価格で販売した。ディスク式後輪制動装置搭載車が通常は税込3,769.00EURのところ税込3,199.00EURに、ディスク式後輪制動装置搭載車のversión CONFORTが通常は税込3,859.00EURのところ税込3,299.00EURに、versión Rが通常は税込3,819.00EURのところ税込3,299.00EURとなる。同年6月1日から同年8月末日までも特別価格で販売した。ディスク式後輪制動装置搭載車が通常は税込3,489.00EURのところ税込2,999.00EURに、ディスク式後輪制動装置搭載車のversión CONFORTが通常は税込3,579.00EURのところ税込3,099.00EURに、versión Rが通常は税込3,539.00EURのところ税込3,099.00EURとなる。同年9月1日から同年12月末日までも特別価格で販売した。ディスク式後輪制動装置搭載車が通常は税込3,869.00EURのところ税込2,999.00EURに、ディスク式後輪制動装置搭載車のversión CONFORTが通常は税込3,959.00EURのところ税込3,099.00EURに、versión Rが通常は税込3,919.00EURのところ税込3,099.00EURとなる。2013年1月1日から同年4月末日までも特別価格で販売した。ディスク式後輪制動装置搭載車が通常は税込3,579.00EURのところ税込2,999.00EURに、ディスク式後輪制動装置搭載車のversión CONFORTが通常は税込3,669.00EURのところ税込3,099.00EURに、versión Rが通常は税込3,629.00EURのところ税込3,099.00EURとなる。

### JF29
2010年型
- ベトナム - 2009年11月7日に税込99,990,000VNDで発売した。車体塗色は3色。

2011年型
計基盤が改良された。
- ベトナム - 2010年11月に車体塗色を1色追加した。

2012年型
- ベトナム - 2011年8月25日に一部改良し、税込109,900,000VNDで発売した。

## 第四世代
ホンダベトナムカンパニー・リミテッドが2012年7月に、ホンダモーターヨーロッパ・リミテッドは同年9月に、全面改良を発表した。原動機をeSPに換装し、アイドリング・ストップ機構と組み合わせることで燃費を25%向上させた。原動機の冷却装置は車体前部から原動機の側に移動した。新設計の車枠により、座席下の収納空間はフルフェイス・ヘルメットも収納できる容量を確保した。ディスク式後輪制動装置が標準搭載となり、アンチロック・ブレーキ・システム搭載車も用意された。外装の意匠はマウリツィオ・カルボナーラの手による。ホンダベトナムカンパニー・リミテッドはSH125iの現地製造を開始し、ホンダ・イタリア・インダストリアーレは同社からSH125iの部品供給（CKD）を受ける組み立て生産に変更した。

### JF41
2013年型
- 欧州 - 車体塗色はPearl Nightstar Black、Pearl Cool White、Moondust Silver Metallic及びPearl Sienna Redの4色。イタリアではアンチロック・ブレーキ・システム搭載車のみをSH125i ABSの呼称で、トップ・ボックス、ナックル・ガード及びウインドスクリーンを標準装備として2012年10月1日から発売した。価格は新たにアンチロック・ブレーキ・システムを搭載したにもかかわらず同システム非搭載のJF23より約200.00EUR安の税込3,050.00EURだった。スペインでは同年9月21日にアンチロック・ブレーキ・システム搭載車をコンバインド・ブレーキ・システム搭載車に先行して翌10月第一週から税込3,499.00EURで発売すると発表した。2013年1月2日には、コンバインド・ブレーキ・システム搭載車を発売した。価格は税込3,499.00EUR。同年5月30日にはコンバインド・ブレーキ・システム搭載車を、通常は税込3,299.00EURのところ税込3,099.00EURの特別価格で同年6月末日まで販売すると発表したが、この特別価格販売は2014年5月末日まで継続した。また、同年7月19日に、アンチロック・ブレーキ・システム搭載車に限ってトップ・ボックス装着車を同年9月末日まで追加料金なしで販売すると発表したが、これも同年11月末日まで継続した。加えてトップ・ボックス付きコンバインド・ブレーキ・システム搭載車を2014年3月1日から、アンチロック・ブレーキ・システム搭載車を同年4月1日から2015年4月末日まで、トップ・ボックス付きアンチロック・ブレーキ・システム搭載車を同年4月1日から、トップ・ボックス付きコンバインド・ブレーキ・システム搭載車のScoopy Sportを同年5月1日から、特別価格で販売した。トップ・ボックス付きコンバインド・ブレーキ・システム搭載車は税込3,389.00EURのところを2014年5月までが税込3,189.00EUR、2014年6月からが3,239.00EUR、アンチロック・ブレーキ・システム搭載車は税込3,499.00EURのところを税込3,399.00EUR、トップ・ボックス付きアンチロック・ブレーキ・システム搭載車は税込3,589.00EURのところを税込3,489.00EUR、トップ・ボックス付きコンバインド・ブレーキ・システム搭載車のScoopy Sportは税込3,439.00EURのところを税込3,299.00EURとした。

2014年型
- 欧州 - イタリアでは、車体塗色にMatt Pearl Cool White及びMatt Cynos Gray Metallicの2色を追加した。スペインでは、コンバインド・ブレーキ・システム搭載車のScoopy Sportを2014年3月1日から同年5月末日まで、トップ・ボックス付きコンバインド・ブレーキ・システム搭載車を同年3月1日から、アンチロック・ブレーキ・システム搭載車のScoopy Sportを同年4月1日から同年6月末日まで、トップ・ボックス付きアンチロック・ブレーキ・システム搭載車を同年4月1日から、トップ・ボックス付きコンバインド・ブレーキ・システム搭載車のScoopy Sportを同年6月1日から、特別価格で販売した。コンバインド・ブレーキ・システム搭載車のScoopy Sportは税込3,349.00EURのところを税込3,149.00EUR、トップ・ボックス付きコンバインド・ブレーキ・システム搭載車は税込3,389.00EURのところを2014年5月までが税込3,189.00EUR、2014年6月からが3,239.00EUR、アンチロック・ブレーキ・システム搭載車のScoopy Sportが税込3,549.00EURのところを税込3,449.00EUR、トップ・ボックス付きアンチロック・ブレーキ・システム搭載車は税込3,589.00EURのところを税込3,489.00EUR、トップ・ボックス付きコンバインド・ブレーキ・システム搭載車のScoopy Sportは税込3,439.00EURのところを税込3,299.00EURだった。

2015年型
- スペイン - 2015年6月2日から、MotoGP王者マルク・マルケスの慈善事業に協賛するEdición Especial Marc Márquezを、150台限定で発売した。価格は税込3,389.00EUR。

2016年型
- イタリア - 車体塗色にMatt Pearl Cool White及びMatt Cynos Gray Metallicの2色を追加した。

リコール等
英国
- 2013年10月15日から回収修理（リコール）を開始した。対象は2013年型の943台。不具合の部位は燃料装置（燃料ポンプ）で、燃料ポンプ内のブラケットの材質が不適切なため、使用過程において、当該ブラケットが変形し、インペラと干渉することがある。そのため、そのまま使用を続けると、最悪の場合、燃料ポンプが停止してストールし、再始動できなくなる。改善措置として、燃料ポンプユニットを対策品と交換する。
- 2016年6月20日から回収修理（リコール）を開始した。対象は2013年型及び2014年型の7,446台。不具合の部位は燃料装置（燃料ポンプ）で、インレット・カバーの材質が不適切なため、使用過程において、当該インレット・カバーが膨張し、インペラと干渉することがある。そのため、そのまま使用を続けると、最悪の場合、燃料ポンプが停止してストールし、再始動できなくなる。改善措置として、燃料ポンプユニットを対策品と交換する。

### JF42
2013年型
- ベトナム - 2012年7月24日に同月29日から発売すると発表した。車体塗色はXám、Đỏ、Nâu、Đen及びTrắngの5色で価格は税込65,990,000VND。

2014年型
- ベトナム - 車体塗色にXanh Đen及びĐỏ Đenの2色を追加し、税込65,990,000VNDで2013年11月24日から発売した。

2015年型
- ベトナム - 2014年9月10日に一部改良し同月14日から発売すると発表した。施錠・始動に「Honda SMART Keyシステム」が採用された。車体塗色を2色追加し価格は税込66,990,000VNDとなった。

リコール等
ベトナム
- 2015年10月26日から無償修理（サービス・キャンペーン）を開始した。対象は2015年型の6,721台。不具合の部位は始動装置。電子キー・システムを装着した車両において、起動した盗難防止装置が想定外に停止するものがある。そのため、そのまま使用を続けると、最悪の場合、盗難に遭うおそれがある。改善措置として、対策品に交換する。
- 2015年12月4日から回収修理（リコール）を開始した。対象は2015年型の6,721台。不具合の部位は始動装置。電子キー・システムを装着した車両において、起動した盗難防止装置が想定外に停止するものがある。そのため、そのまま使用を続けると、最悪の場合、盗難に遭うおそれがある。改善措置として、対策品に交換する。

## 第五世代
2016年11月に開催されたミラノショー（EICMA）で公開した。全ての灯火にLEDを採用し、オグジュアリー・パワー・アウトレットが設けられ、タイヤはMichelin City Gripが装着された。外装の意匠はValerio Aielloが担当した。ホンダ・イタリア・インダストリアーレでは、2016年12月21日に生産を開始した。
2019年5月に開催されたフォーミュラ1のスパニッシュ・グランプリから、アストンマーティン・レッドブル・レーシング及びレッドブル・トロロッソ・ホンダの2チームに、特別に塗色したSH125i（JF68）を提供した。

### JF68
2017年型
- 欧州 - EU圏内統一排出ガス規制のEURO4に適合し、アンチロック・ブレーキ・システム及び「Honda SMART Keyシステム」が標準装備となった。車体塗色はPearl Nightstar Black、Pearl Cool White、Lucent Silver Metallic及びPearl Splendor Redの4色。イタリアでは「Honda SMART Keyシステム」に対応していないトップ・ボックス、ナックル・ガード及びウインドスクリーンを標準装備とした。車体塗色は全4色が選択でき、税込3,390.00EURで販売された。

2019年型
- イタリア - 車体塗色はMat Cynos Gray Metallic、Pearl Cool White、Lucent Silver Metallic及びPearl Splendor Redの4色が販売された。

### JF73
2017年型
- ベトナム - 2016年11月18日に発売すると発表した。価格はコンバインド・ブレーキ・システム搭載車が税込67,990,000VND、アンチロック・ブレーキ・システム搭載車が税込75,990,000VND。

## 第六世代（JF90）
2019年11月に開催されたミラノショーで公開した。原動機には4バルブ化したeSP+を採用し出力を向上、横滑り防止機能「Honda セレクタブル トルク コントロール」と組み合わせた。燃料槽を足元のフロア下に移設したことで、座席下の収納空間は10L増の28Lを得た。全ての灯火にLEDを、計基盤には液晶表示装置を採用した。また、オグジュアリー・パワー・アウトレットをUSB Type-Cレセクタブルに換装している。
フォーミュラ1のアストンマーティン・レッドブル・レーシング及びスクーデリア・アルファタウリ・ホンダの2チームに、特別に塗色したSH125i（JF90）を提供した。
2020年型
- 欧州 - EU圏内統一排出ガス規制のEURO5に適合した。付属するアクセサリによりStandard SH125i without accessories、SH125i with Smart top box、SH125i with Smart top box, knuckle guards and windscreen、SH125i with standard top box及びSH125i with standard top box, knuckle guards and windscreenの5種が用意された。タイヤはMichelin City Gripが装着される。イタリアでの販売はSH125i with Smart top box, knuckle guards and windscreenのみとし、2020年2月18日の発売から同年末まで税込3,740.00EURの特別価格で販売した。車体塗色はPearl Nightstar Black、Pearl Cool White、Timeless Gray Metallic及びPearl Splendor Redの4色。スペインでは同年5月から、SH125i with standard top boxが税込3,800.00EUR、SH125i with Smart top boxが税込3,990.00EURで発売した。車体塗色はNegro Nightstar Perlado、Blanco Cool Perlado、Gris Timeless Metalizado及びRojo Splendor Perladoの4色。
- ベトナム - 2019年11月24日に発売した。価格はコンバインド・ブレーキ・システム搭載車が税込70,990,000VND、アンチロック・ブレーキ・システム搭載車が税込78,990,000VND。2022年7月1日には同日から価格を改定すると発表した。コンバインド・ブレーキ・システム搭載車が税込71,290,000VND、アンチロック・ブレーキ・システム搭載車が税込79,290,000VND。

2022年型
- 欧州 - 車体塗色はMat Pearl Cool White、Mat Rock Gray、Pearl Nightstar Black、Pearl Cool White、Timeless Gray Metallic及びPearl Splendor Redの6色。イタリアではSH125i with Smart top box, knuckle guards and windscreenのみが販売された。フランスではMat Pearl Cool White、Mat Rock Gray及びPearl Splendor Redの3色のSH125i with Smart top boxのみが販売された。英国及びオランダでは付属するアクセサリによる5種の全てが販売された。
- ベトナム - 2021年9月22日に同年10月4日から発売すると発表した。価格はコンバインド・ブレーキ・システム搭載車が税込71,790,000VND、アンチロック・ブレーキ・システム搭載車が税込79,790,000VND。2022年4月1日には同日から価格を改定すると発表した。コンバインド・ブレーキ・システム搭載車が税込71,957,455VND、アンチロック・ブレーキ・システム搭載車が税込79,812,000VND。

2023年型
- 欧州 - 車体塗色はPearl Falcon Gray、Mat Pearl Cool White、Mat Pearl Pacific Blue、Pearl Nightstar Black、Coal Black及びHyper Redの6色。イタリアではSH125i with Smart top box, knuckle guards and windscreenのみが販売された。フランスではSH125i avec Smart top-caseをMat Pearl Cool White、Pearl Falcon Gray及びMat Pearl Pacific Blueの3色で、SH125i « Édition spéciale » avec Smart top-caseをNoir métallique Mat Coalの1色で販売された。
- ベトナム - 2022年12月9日に同月22日から発売すると発表した。価格は税制の関係から2022年末までがコンバインド・ブレーキ・システム搭載車が税込73,430,182VND、アンチロック・ブレーキ・システム搭載車が税込81,284.727VND、Phiên bản Đặc Biệtが税込82,462,909VND、Phiên bản Thể Thaoが税込82,953,818VND、2023年初からはコンバインド・ブレーキ・システム搭載車が税込74,790,000VND、アンチロック・ブレーキ・システム搭載車が税込82,790,000VND、Phiên bản Đặc Biệtが税込83,990,000VND、Phiên bản Thể Thaoが税込84,490,000VND。2023年3月31日には同年4月1日から価格を改定すると発表した。コンバインド・ブレーキ・システム搭載車が税込75,290,000VND、アンチロック・ブレーキ・システム搭載車が税込83,290,000VND、Phiên bản Đặc Biệtが税込84,490,000VND、Phiên bản Thể Thaoが税込84,990,000VND。